# Alaert du Hamel
Alaert du Hamel ('s-Hertogenbosch, ca. 1450 – Antwerpen, ca. 1506), ook geschreven als Alart du Hameel of Duhameel, was een Zuid-Nederlands architect, beeldhouwer, prentkunstenaar en tekenaar. Ook ontwierp hij kerkelijke voorwerpen, zoals monstransen en baldakijnen.

## Levensloop
Het precieze geboortejaar van Du Hamel is onbekend. Het geboortejaar 1449 is onjuist en gebaseerd op een valse portrettekening door Jheronimus Bosch van Du Hamel met opschrift ‘Anno 1504 Aetatis 55’ (van het jaar 1504, 55 jaar oud). Hij was van 1478 tot eind 1494 actief in 's-Hertogenbosch, waar hij loodsmeester was van de huidige Sint-Janskathedraal. In 1478 wordt zijn naam voor het eerst genoemd in een contract voor de zuidelijke zijbeuk van de Sint-Jan. In 1478 werd hij samen met zijn zus en de architect Jan Heyns als buitenlid opgenomen in de Illustre Lieve Vrouwe Broederschap. Onder Du Hamels leiding werd gebouwd aan de kapel van deze broederschap in de Sint-Jan, de tegenwoordige H. Sacramentskapel. Zo maakte hij in 1486-1487 een tekening van het netgewelf van deze kapel. Waarschijnlijk ontwierp hij ook de rest van de kapel en voerde deze uit. Ook ontwierp hij in 1484 een door de Keulse goudsmid Hendrik de Borchgrave uitgevoerde monstrans. Of hij ook de doopvont uit 1492 in de Sint-Jan van Aert van Tricht ontwierp is onzeker.

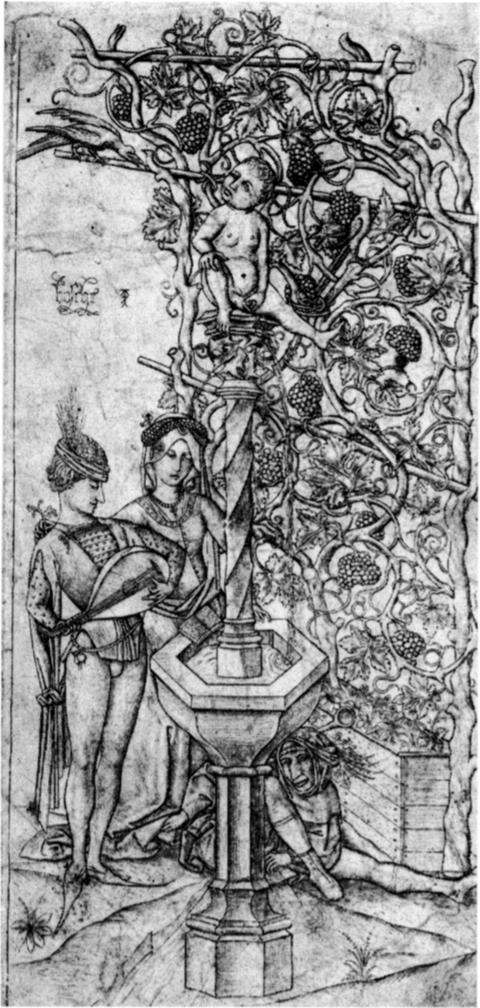
Alaert du Hamel. Jong musicerend paar bij een fontein. 1478-1494. Londen, British Museum.

Op 1 november 1484 overleed zijn eerste vrouw, Margriet van Auweningen. Haar grafsteen, mogelijk ontworpen door Du Hamel, in de Sint-Jan draagt het opschrift: ‘Hier leit begraven Margriete van Auwenige Alart du Hamiel Meister vanden wercke husvrou die sterf op alder Heilighen avont Anno 1484’. In 1494 verhuisde Du Hamel naar Leuven, waar hij onder andere werkzaam was aan de Sint-Pieterskerk. Verder was hij actief in Brussel en Antwerpen, waar hij vermoedelijk rond 1506, niet pas in de tweede helft van 1509 overleed.

## Jheronimus Bosch
Du Hamel moet bevriend zijn geweest met de Bossche schilder Jheronimus Bosch. Beide kunstenaars waren lid van de Illustre Lieve Vrouwe Broederschap en beiden waren betrokken bij de bouw en inrichting van de Sint-Jan, de één als architect en de ander als schilder. Van Du Hamel zijn drie gravures bekend, die uitgevoerd zijn in een stijl die nauw aan die van Bosch verwant is: een Laatste Oordeel, een Olifant en een Heilige Christoforus. Van de eerste twee gravures zegt de Duitse kunsthistoricus Max Friedländer dat deze zo ‘Bosch-like’ zijn, ‘that we are entitled to assume a drawing by the master [Bosch] served as the model’, met andere woorden dat deze gemaakt zijn naar werk van Bosch. Over de derde gravure – de Heilige Christoforus – zegt Friedländer dat deze eerder door een overdrijvende imitator ontworpen is, dan door Bosch zelf. De drie prenten bevatten naast het huismerk van Du Hamel ook het opschrift ‘bossche’. Dit opschrift verwijst echter niet naar Jheronimus Bosch. Het was in de 15e eeuw ongebruikelijk om zowel de maker als de ontwerper op een gravure te vermelden en dus gaat men ervan uit dat het verwijst naar Du Hamels woonplaats, 's-Hertogenbosch.

## Nalatenschap

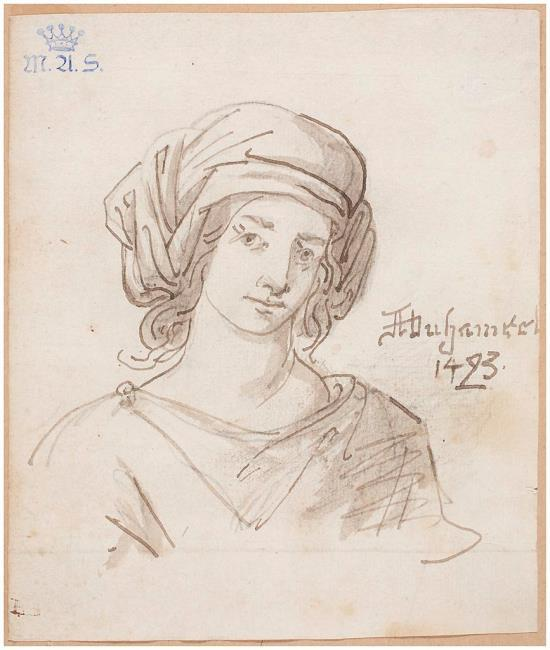
Fantasieportret 19e eeuw

Van Du Hamel is een klein oeuvre bewaard gebleven, vooral bestaande uit gravures. Zijn werk had veel succes. Zo werd zijn prent van de Heilige Petrus gebruikt als voorbeeld voor de deuren van het Bossche Oordeelsspel en bestaan er 16e-eeuwse kopieën van zijn Laatste Oordeel en Olifant. Alle bekende afdrukken van zijn Heilige Christoforus zijn gedrukt op 17e-eeuws papier, waaruit blijkt dat deze prent toen nog belangstelling ondervond. Van Du Hamel bestaat een fantasieportret uit de 19de eeuw.
- Biografisch Portaal: 06649258
- Digitale Bibliotheek voor de Nederlandse Letteren: hame045
- Gemeinsame Normdatei: 1122567901
- RKD-Nederlands Instituut voor Kunstgeschiedenis: 35602
- Union List of Artist Names: 500010105
- Virtual International Authority File: 95742697